# Christian Tetzen-Lund

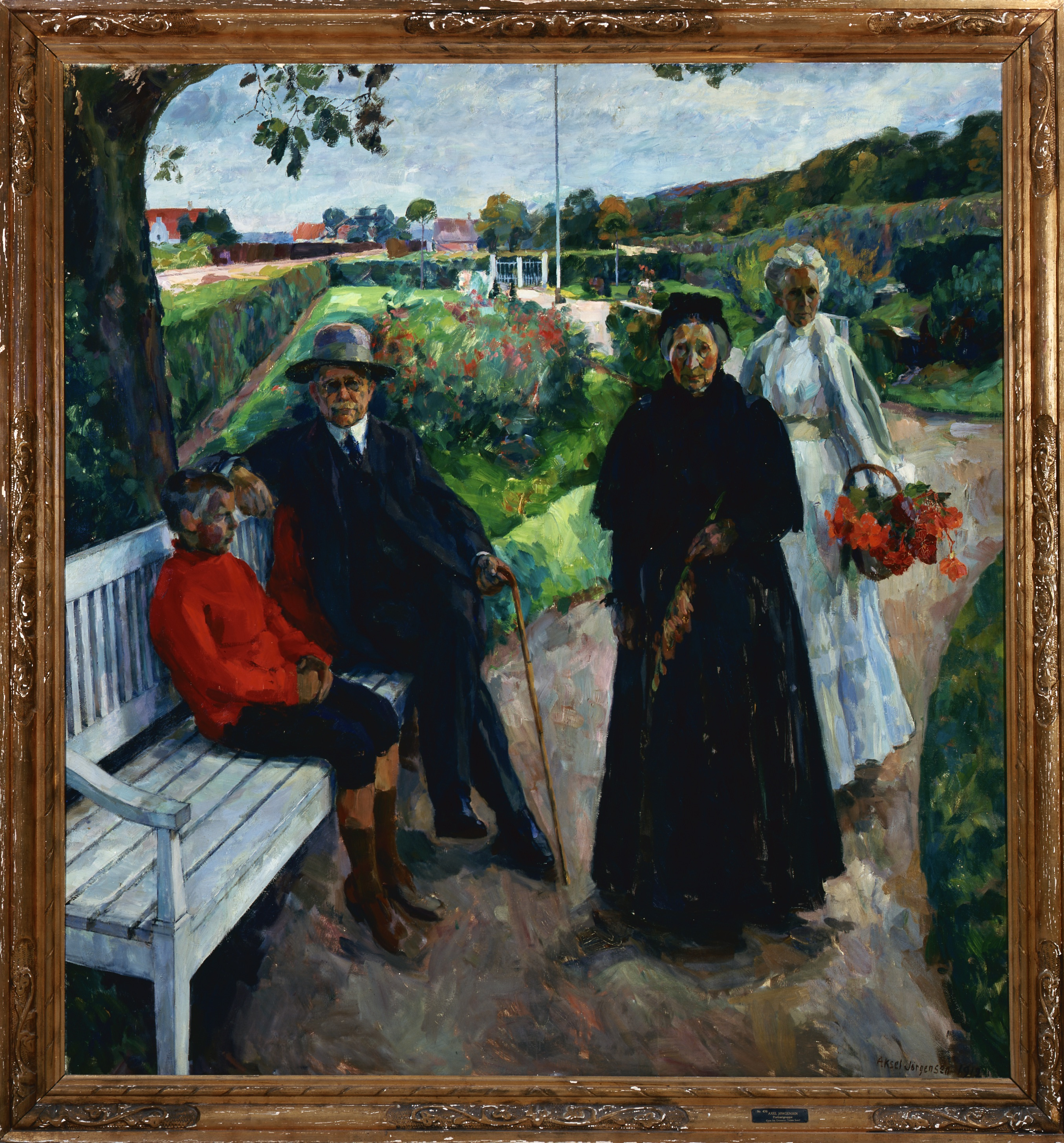
Aksel Jørgensen, Christian Tetzen-Lund mit Familie, 1912, Kunsten Museum of Modern Art Aalborg

Christian Tetzen-Lund (geboren am 17. Januar 1852; gestorben am 7. März 1936) war ein dänischer Unternehmer und Kunstsammler. Er besaß in den ersten Jahrzehnten des 20. Jahrhunderts als einer der ersten Sammler in Skandinavien Werke der modernen Malerei aus Frankreich und präsentierte diese Sammlung der Öffentlichkeit.

## Leben
Christian Tetzen-Lund gehörte zur dänischen Oberschicht. Sein ehemaliges Haus Palægade Nr. 6 liegt in einer der teuren Wohngegenden im Zentrum von Kopenhagen. Darüber hinaus besaß er eine Sommervilla in Julebæk bei Hellebæk. Als Unternehmer betrieb er einen erfolgreichen Weingroßhandel und war zudem in leitender Funktion für das Bankhaus Den Danske Landmandsbank in Kopenhagen tätig. Kurz nach 1900 zog er sich aus dem Berufsleben zurück und widmete sich fortan überwiegend dem Sammeln von Kunst.
Bereits Jahre zuvor hatte er mit dem Aufbau seiner Kunstsammlung begonnen. Während zunächst Altmeistergemälde im Mittelpunkt seines Interesses standen, kamen bald Werke junger skandinavischer Künstler hinzu. So gab es in der Sammlung Arbeiten dänischer Maler wie Harald Giersing, Jais Nielsen, Svend Johansen, Jens Ferdinand Willumsen, Edvard Weie, Sigurd Swane, William Scharff, Axel Salto, Olaf Rude, Albert Naur, Vilhelm Lundstrøm, Niels Lergaard, Karl Larsen, Niels Hansen, Kræsten Iversen, Helge Jensen, Viggo Johansen, Oluf Høst, Aksel Jørgensen und Ernst Goldschmidt. Darüber hinaus besaß Tetzen-Lund Werke der Bildhauer Kai Nielsen, Jean René Gauguin, Einar Utzon-Frank und Johannes Bjerg. Zudem sammelte er Bilder der norwegischen Maler Henrik Sørensen, Per Krohg, Ludvig Karsten, Jean Heiberg, des Isländers Jón Stefánsson und der Schweden Karl Isakson, Isaac Grünewald, Sigrid Hjertén, Leander Engström, Einar Jolin, Birger Simonsson.
Durch seinen Beruf kam Tetzen-Lund regelmäßig nach Frankreich, wo er verschiedene Ausstellungen besuchte, darunter beispielsweise die Pariser Weltausstellung des Jahres 1878. In Frankreich erwarb er zunächst Werke von Künstlern des 19. Jahrhunderts. Hierzu gehörten beispielsweise Gemälde von Künstlern des Impressionismus wie Landschaft bei Pontcharra von Armand Guillaumin (heute: Ny Carlsberg Glyptotek), Jeune fille au chapeau de paille und Portrait de jeune femme von Pierre-Auguste Renoir (beide Barnes Foundation) und Femme à mi-corps von Édouard Manet (Privatsammlung). Im Bereich des Spätimpressionismus trug Tetzen-Lund mehrere bedeutende Werke zusammen, darunter von Paul Cézanne die Gemälde Arbres et maisons (Musée de l’Orangerie), Portrait de Madame Cézanne (Barnes Foundation), Marronniers et ferme du Jas de Bouffan und Quatre baigneuses (beide Privatsammlung). Hinzu kam das Aquarellbild Stillleben mit Wassermelone und Granatapfel (Metropolitan Museum of Art). Von Vincent van Gogh besaß der Sammler die Gemälde Park in Asnières im Frühling und Winkel im Park Voyer d’Argeson in Asnières (beide Privatsammlung), Restaurant de la Sirène in Asnières (Ashmolean Museum), Weiblicher Akt auf einem Bett (Barnes Foundation), Die Romanleserin (Privatsammlung), Abendstunde (nach Millet) (Menard Art Museum) und Treppe in Auvers mit zwei Figuren (Privatsammlung). Weitere Werke waren Bildnis einer bretonischen Frau (Privatsammlung) und Kuhhirtin (Ny Carlsberg Glyptotek) von Paul Gauguin sowie Kampf zwischen Gorilla und Indianer (Virginia Museum of Fine Arts) und Exotische Landschaft (Norton Simon Museum) von Henri Rousseau.

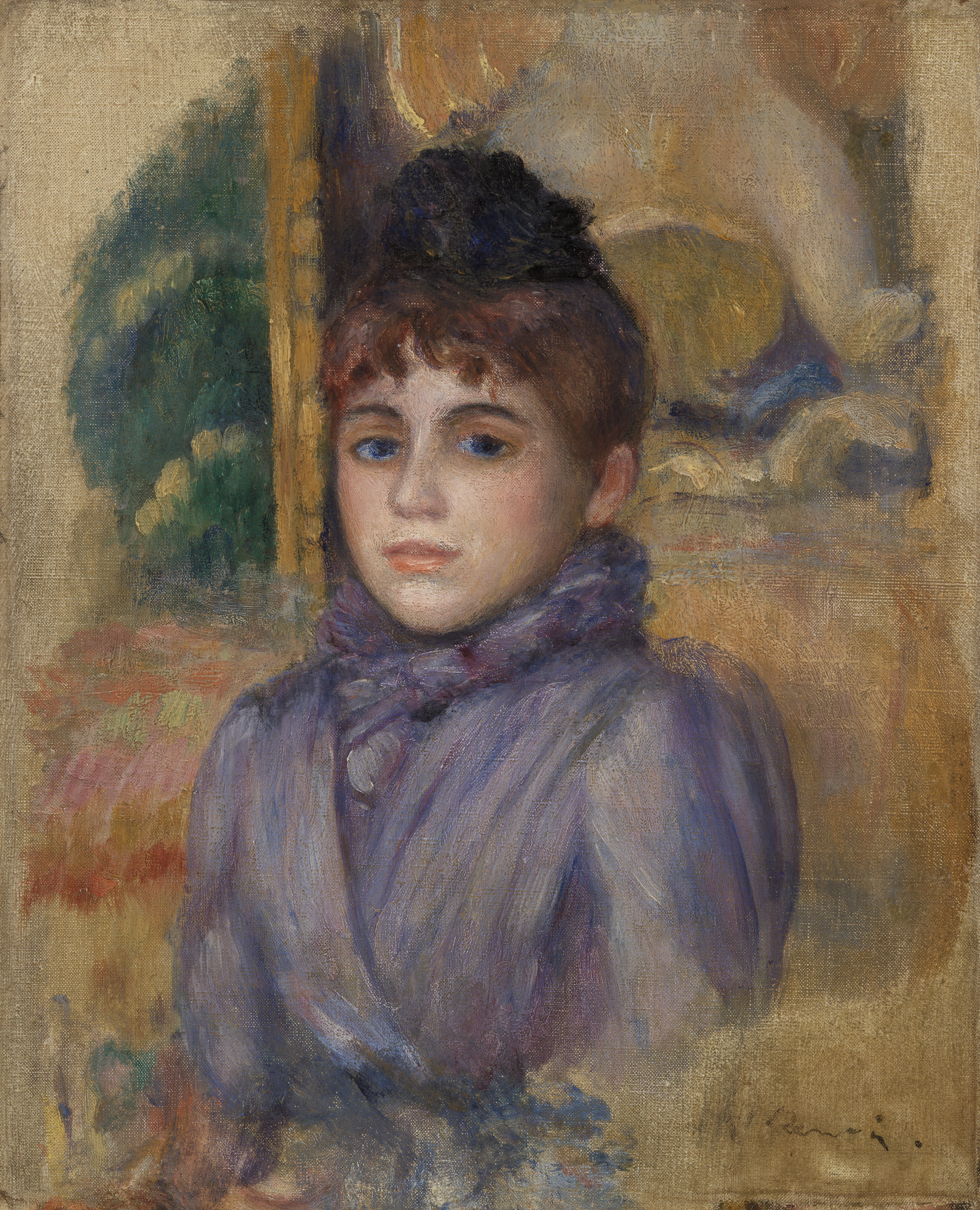
Pierre-Auguste Renoir: Portrait de jeune femme
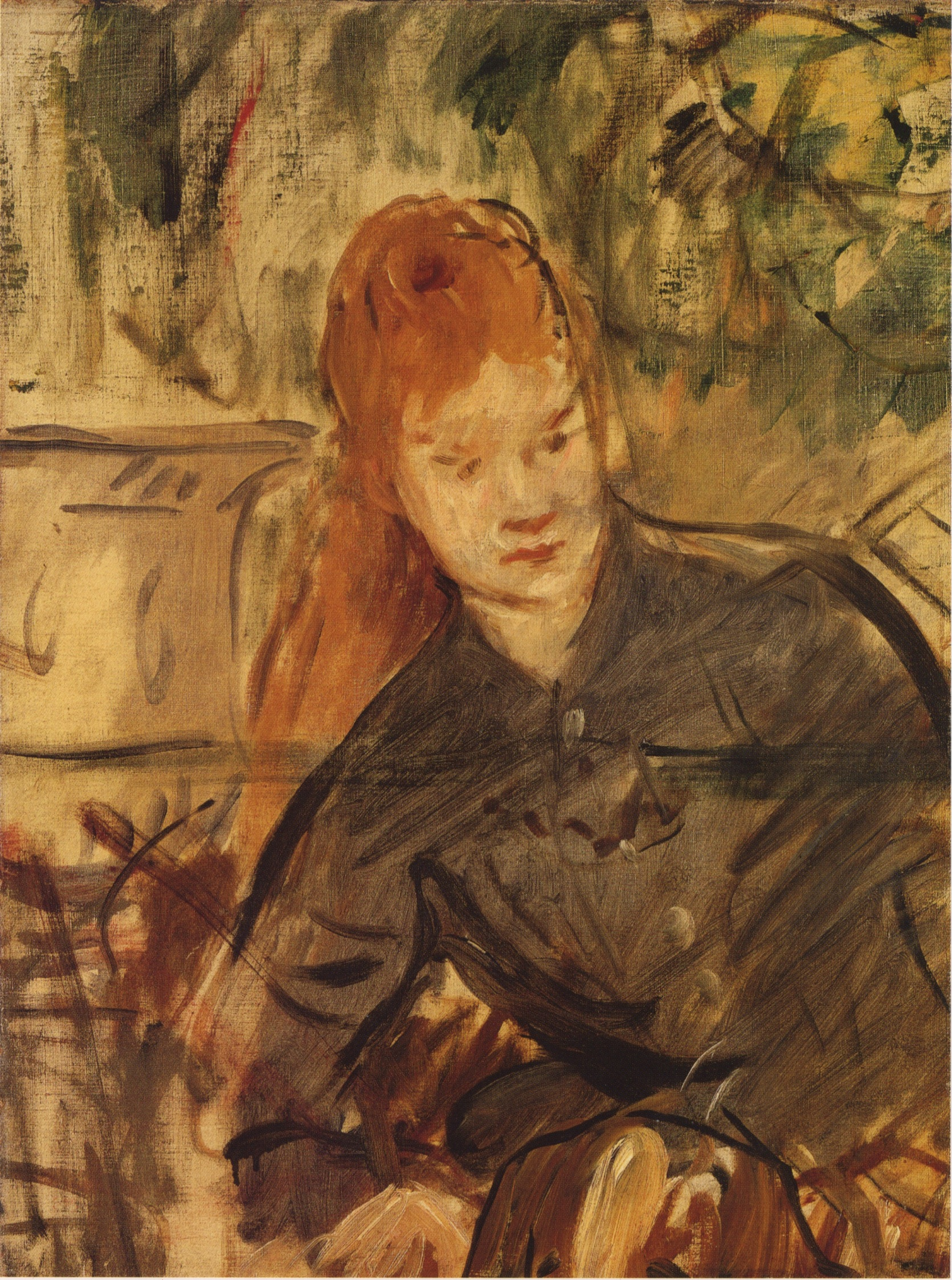
Édouard Manet: Femme à mi-corps
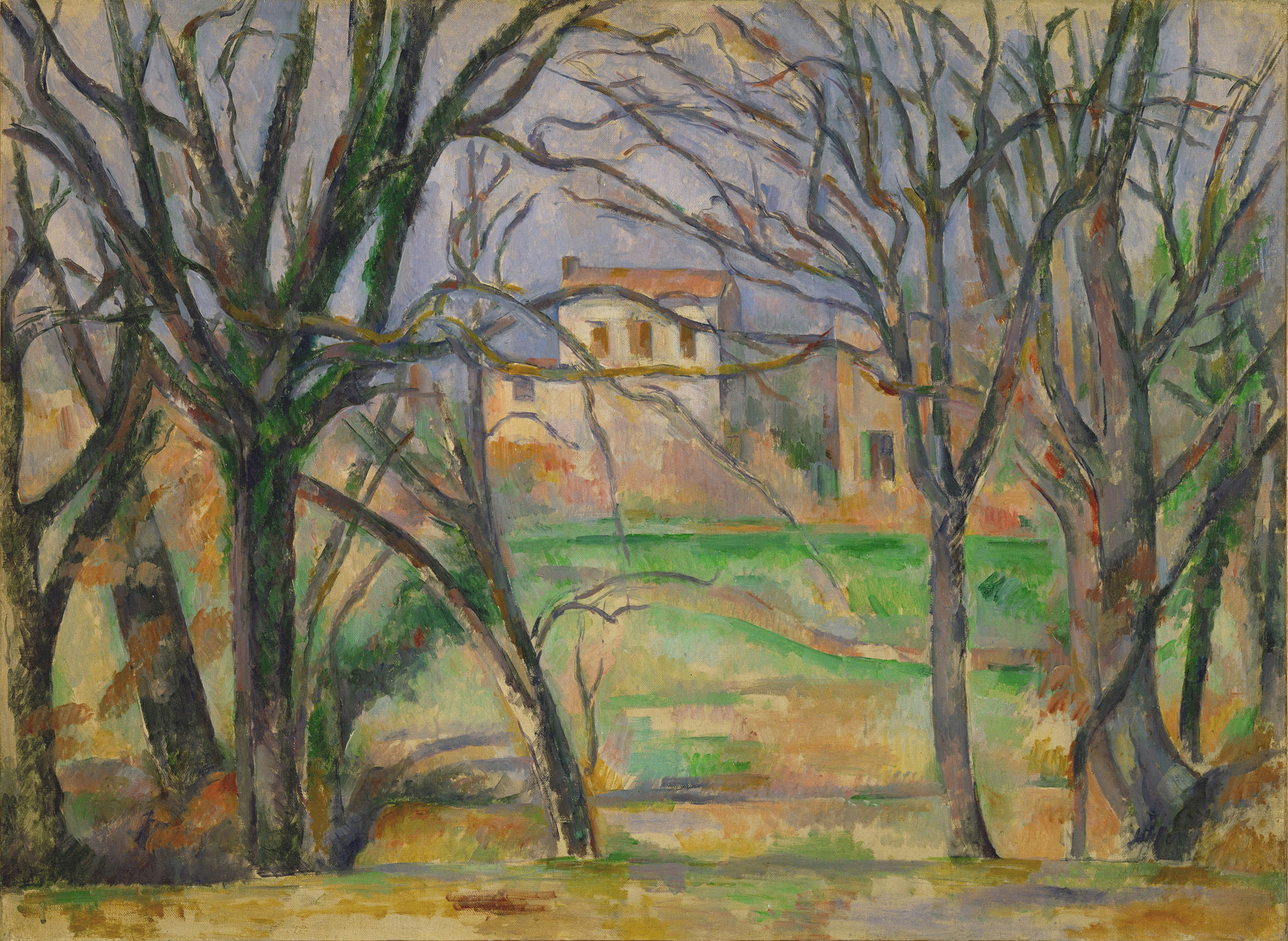
Paul Cézanne: Arbres et maisons
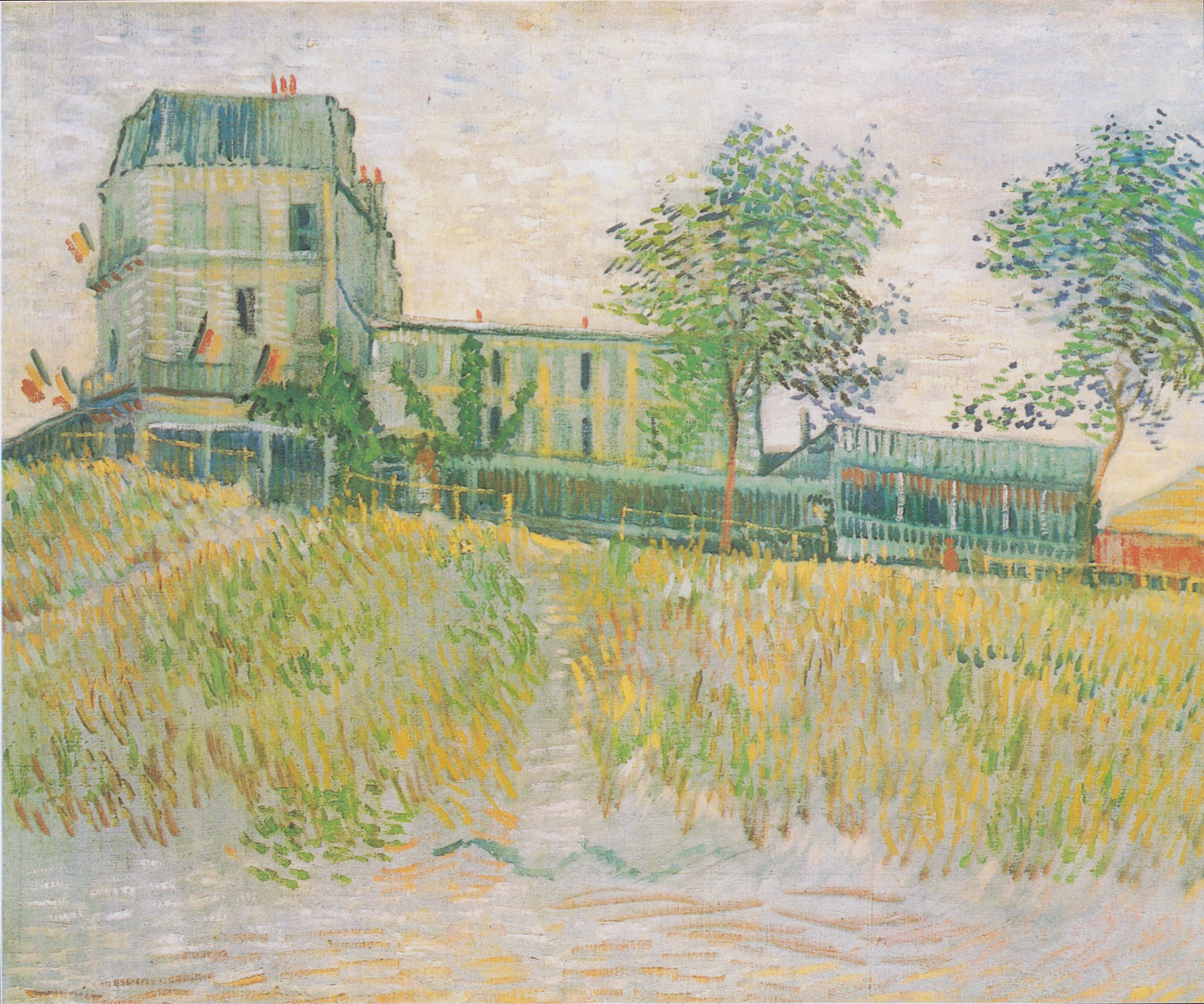
Vincent van Gogh: Restaurant de la Sirène in Asnières
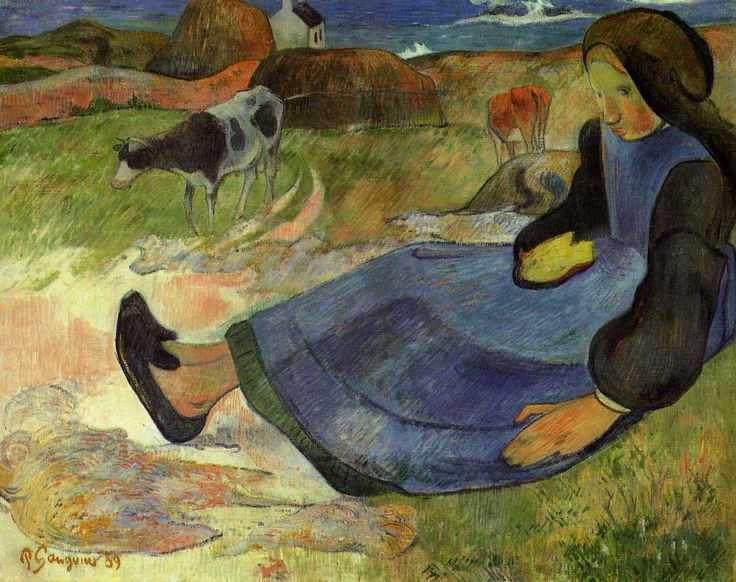
Paul Gauguin: Kuhhirtin
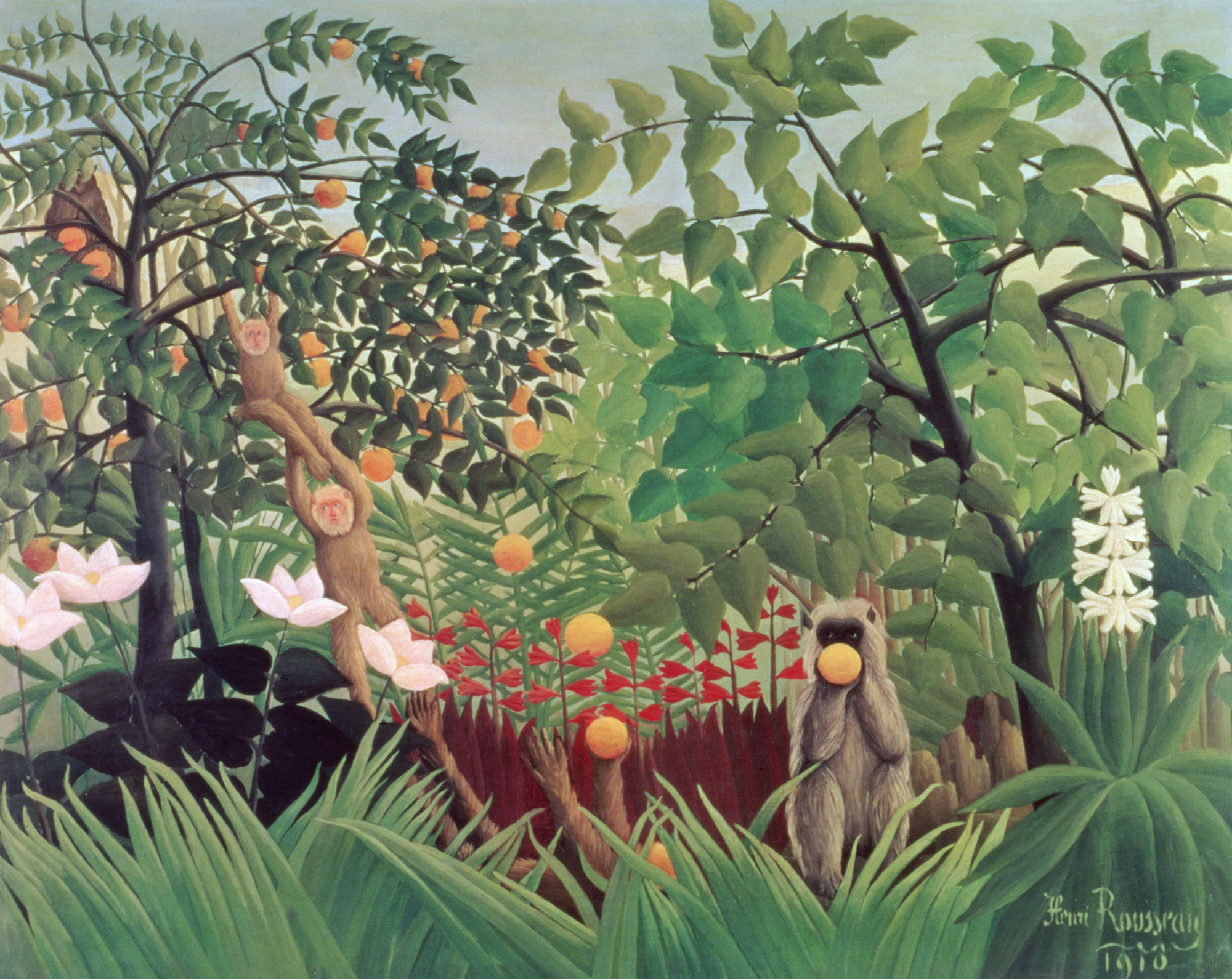
Henri Rousseau: Exotische Landschaft

1910 veräußerte Tetzen-Lund seinen Bestand an älterer Kunst und konzentrierte sich auf das Sammeln zeitgenössischer Arbeiten. Vor allem ab 1916 kaufte er in größerem Umfang Werke französischer Kunst. Bedingt durch den Ersten Weltkrieg konnte er dabei von günstigen Preisen profitieren. In der kurzen Zeitspanne von 1916 bis 1919 erwarb Tetzen-Lund allein 20 Werke von Pablo Picasso. Von Henri Matisse besaß Tetzen-Lund zwölf Werke, darunter zehn Bilder, die in Berlin als Feindvermögen der in Paris lebenden Sarah und Michael Stein beschlagnahmt waren. Michael Stein war ein Bruder der Kunstsammler Leo und Gertrude Stein. Beim Ankauf der Werke aus der Stein-Sammlung verhandelte er gemeinsam mit dem norwegischen Reeder Tryggve Sagen, der ebenfalls Matisse-Bilder für seine Sammlung erwarb. Aus der in Paris beschlagnahmten Sammlung des deutschen Kunsthändlers Wilhelm Uhde konnte Tetzen-Lund 1921 Picassos Mädchen mit der Mandoline (Fanny Teller)  (Museum of Modern Art) erwerben. Bereits 1917 hatte er über den Kunsthändler Daniel-Henry Kahnweiler Picassos Gemälde Stillleben mit Geige und Trauben (Museum of Modern Art) und Stillleben mit Tür, Gitarre und Flaschen (Statens Museum for Kunst) gekauft. Er gehörte damit zu den frühesten Sammlern von Werken des Kubismus in Skandinavien.
Zur Gruppe der Gemälde von Henri Matisse gehörten die Werke Blick auf Collioure (Metropolitan Museum of Art), Promenade dans les oliviers (Privatsammlung) und Portrait de Madame Matisse (Statens Museum for Kunst). Hinzu kommt eine Gruppe von Matisse-Gemälden, die sich heute in der Barnes Foundation befindet: Le Bonheur de Vivre (Lebensfreude), Le Madras rouge, Le Rifain assis, Les Trois sœurs à la sculpture africaine, La Villa Bleue, Femme couchée (Mlle Matisse). Weitere bekannte Bilder der Sammlung sind Adrienne (National Gallery of Art) von Amedeo Modigliani, Artillery, (Metropolitan Museum of Art) von Roger de La Fresnaye, Village à travers les arbres (Statens Museum for Kunst) von Maurice de Vlaminck und Nautre morte (Statens Museum for Kunst) von Moise Kisling. Hinzu kamen 23 Werke von André Derain, darunter Le cheval rouge (Privatsammlung) und L’italienne assise (Statens Museum for Kunst). Weitere Werke der Sammlung stammen von Künstlern wie Edvard Munch, Fernand Léger, Gino Severini, Jean Metzinger, Giorgio de Chirico, Georges Braque, Marie Laurencin, Henri Ottmann, Robert Lotiron und Othon Friesz.
Tetzen-Lund öffnete ab 1917 einmal wöchentlich seine Kunstsammlung der Öffentlichkeit. Zu den Besuchern gehörten vor allem junge Künstler aus Skandinavien, die hier einen Eindruck über die zeitgenössischen Kunstströmungen in Frankreich gewinnen konnten. Darüber hinaus kamen auch andere Sammler zu Besuch, wie beispielsweise der Däne Johannes Rump, der vor allem an den Werken von Matisse Interesse zeigte. Zu den Besuchern aus Deutschland gehörte der Kunstschriftsteller und Herausgeber der Zeitschrift Der Sturm Herwarth Walden.
1922 kam es zum Zusammenbruch der Landmandsbank, was zu einer der größten Bankenkrisen in Dänemark führte. Tetzen-Lund verlor große Vermögenswerte und war zum Verkauf von Teilen seiner Kunstsammlung gezwungen, die ab 1924 nicht mehr öffentlich zugänglich war. Er schrieb direkt an den amerikanischen Sammler Albert C. Barnes und bot ihm Werke seiner Sammlung an. Dieser kaufte schließlich über den Pariser Kunsthändler Paul Guillaume einige Werke von Pierre-Auguste Renoir und Henri Matisse, die heute zur Sammlung der Barnes Foundation in Philadelphia gehören. 1925 ließ Tetzen-Lund große Teile seiner Kunstsammlung versteigern. Über den Kunstsammler Johannes Rump kamen einige Werke der Sammlung ins Kopenhagener Statens Museum for Kunst. Eine weitere Versteigerung fand 1934 in Kopenhagen statt. Da die Gebote nicht sehr hoch waren, bot Tetzen-Lund bei mehreren Stücken mit und behielt diese Werke. Nach seinem Tod 1936 wurde der verbliebene Rest der Sammlung versteigert.